# Listokaz zahradní
Listokaz zahradní (Phyllopertha horticola) je brouk z čeledi vrubounovití. Brouci i larvy tohoto druhu mohou být významnými zemědělskými škůdci.

## Rozšíření
Druh je široce rozšířen v Evropě i Asii, na východě sahá areál jeho výskytu až po Sibiř a Mongolsko. Na severu Evropy zasahuje až do střední Fennoskandinávie a zahrnuje Britské ostrovy, v jižní Evropě se vyskytuje především v horách. V České republice je běžný.

## Popis
Listokaz zahradní je přibližně 8,5 – 11 mm dlouhý. Má kaštanově hnědá křídla, která jsou kryta dlouhým ochlupením. Hlava, hrudník a nohy jsou lesklé tmavě zelené nebo namodralé. Zelená je i spodní strana těla. Tykadla jsou krátká, zakončená vějířky.

## Biologie
Dospělého brouka lze spatřit od dubna do července, zejména koncem jara a začátkem léta.
Samice klade 15–25 vajíček do země do hloubky 10–15 cm. Po 4–6 týdnech se z nich vylíhnou larvy, které dorůstají 2 cm na délku a vyvíjejí se v půdě. Vývoj larev trvá 2–3 roky. Přezimují v zemi. V dubnu se v hlubších vrstvách půdy mění v kuklu a v květnu se líhnou dospělci.

## Škůdce
Larvy i brouci jsou považováni za zemědělské škůdce, kteří mohou při přemnožení způsobit významné škody. Brouci poškozují listy, květy a vyvíjející se plody mnoha listnatých stromů a keřů (zejména dubů, lísek, bříz, ale i jabloní, třešní a růží). Největší škody způsobují na jabloních, kde ožírají květy, pupeny i vykusují listy. Škodí rovněž na révě vinné, na níž skeletují listy. Larvální stádia se živí kořeny jetele, trav a zemědělských plodin (obiloviny, zelí, okurky, řepa, hrách).
Ochrana rostlin je možná buď mechanickým sběrem brouků (sklepávání do plachet brzy ráno a zničením) nebo chemickými prostředky. Nepřímou ochranou je podpora jejich přirozených nepřátel – ptáků.

## Galerie

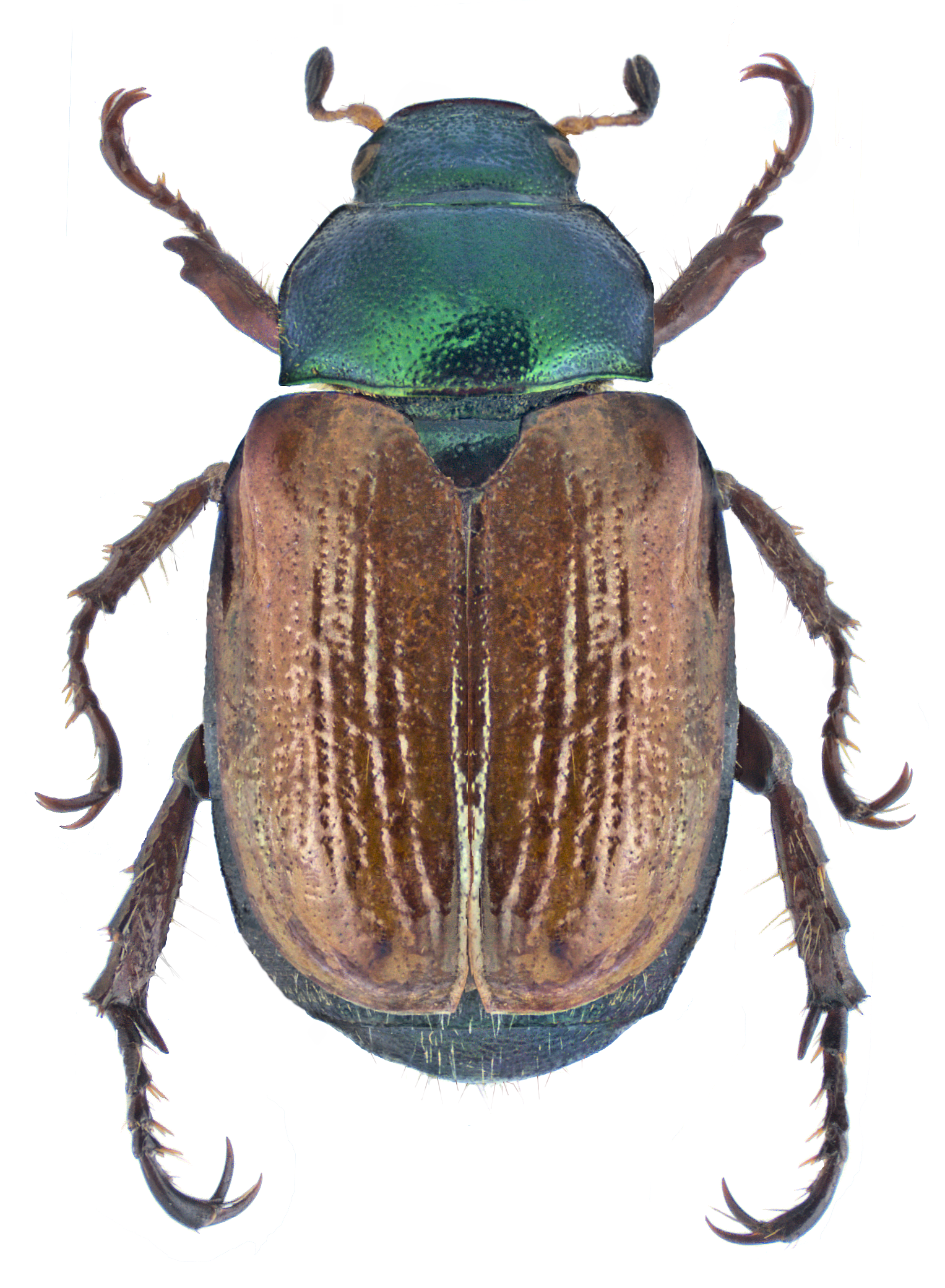
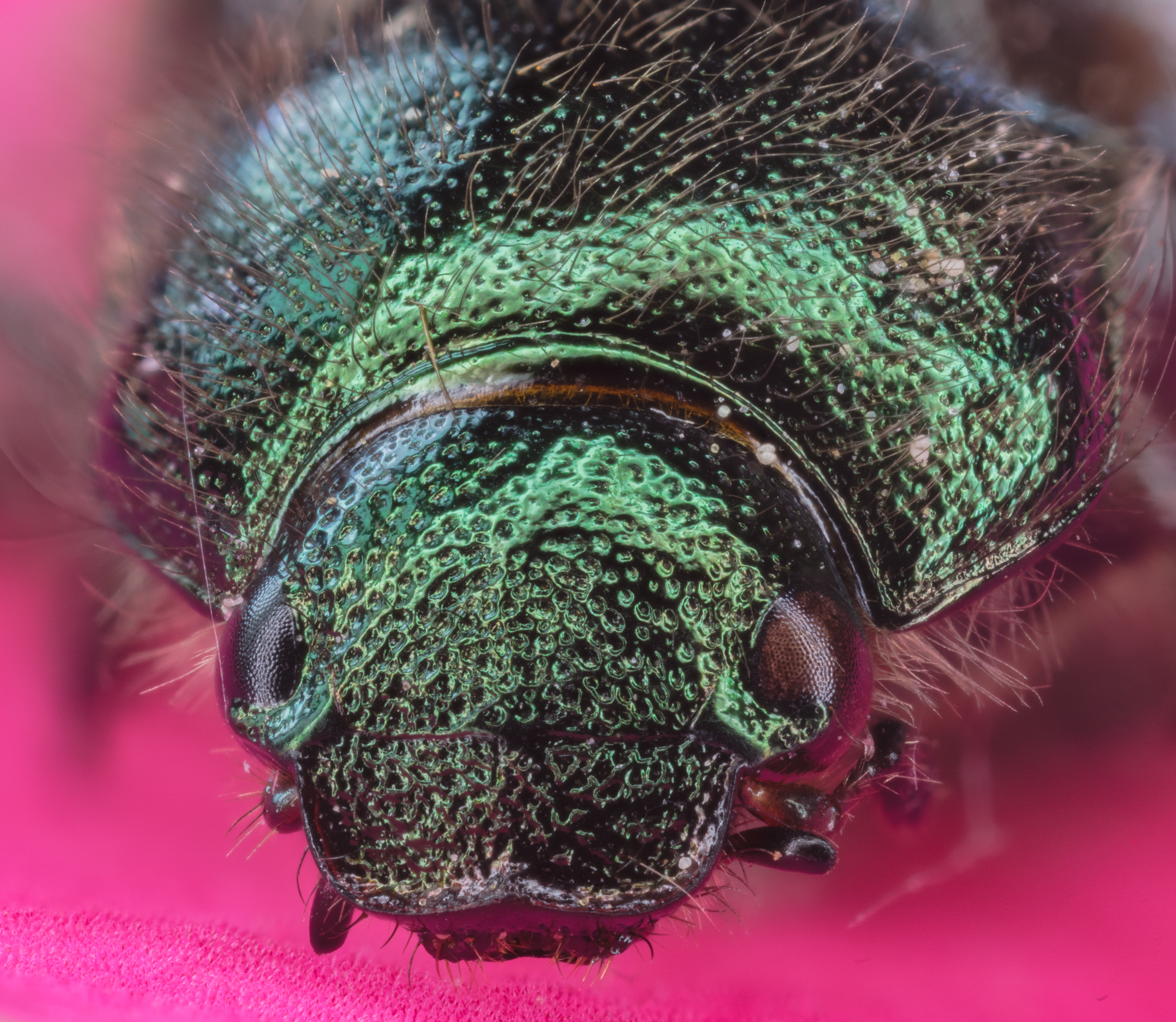
Detail hlavy
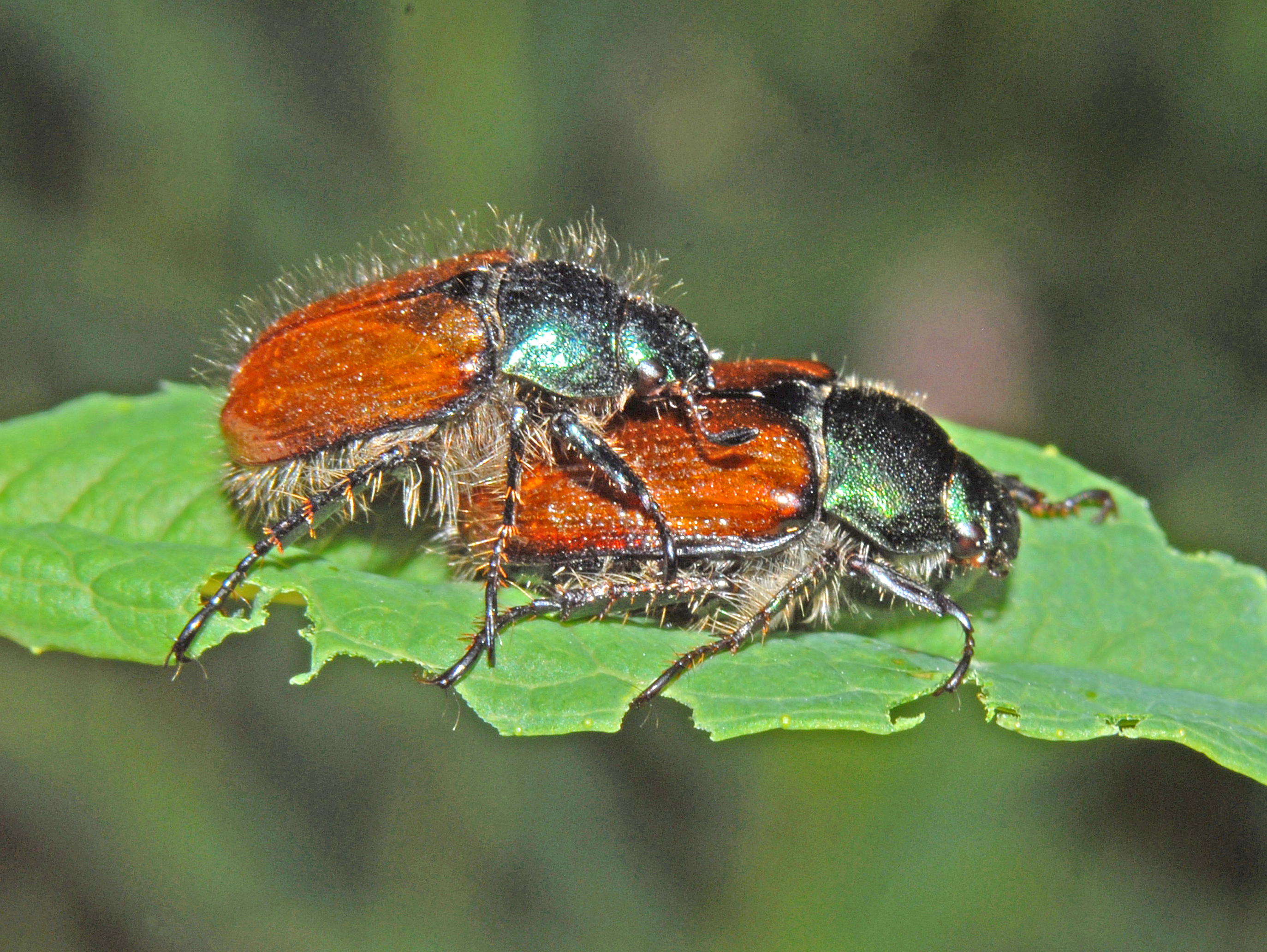
Páření
- Video